# Форостина Євген
Євге́н Форости́на (* 5 вересня 1883, Кольбушів, Галичина — сучасна територія Польщі — † 25 серпня 1951, Бруклін, штат Нью-Йорк, США) — український педагог, музичний діяч, фольклорист, диригент і композитор-автодидакт родом із Галичини.

## Життєпис

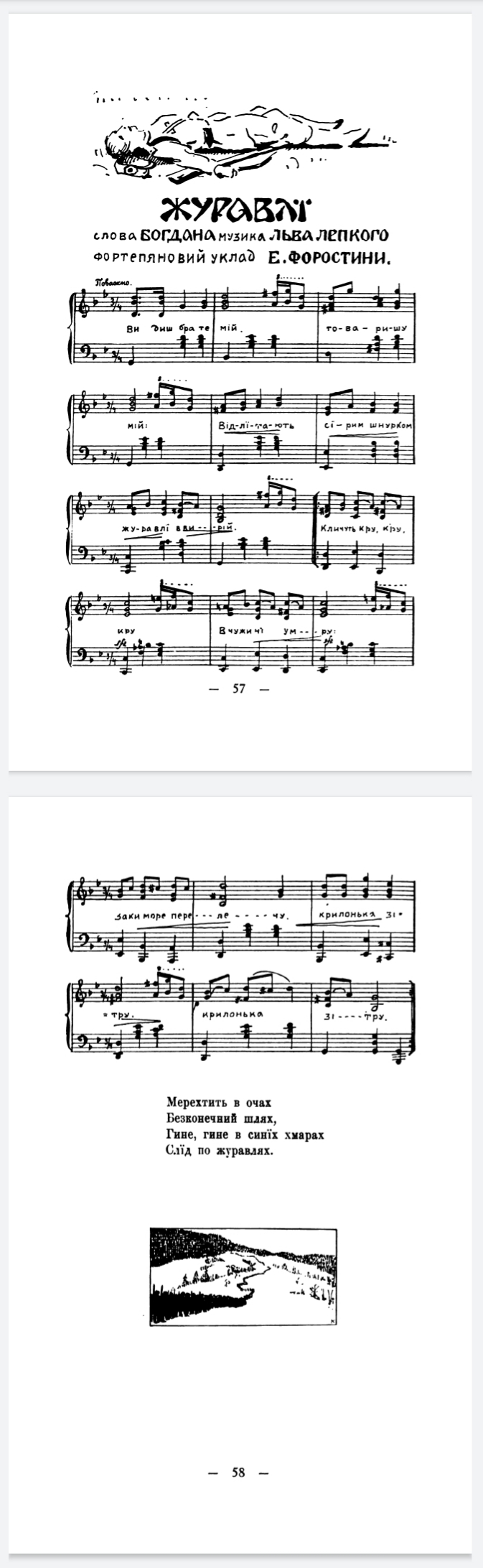
Пісня «Журавлі» Богдана і Лева Лепких. Фортеп'яновий уклад Євгена Форостини. З віденського видання 1916 року.

1901 року закінчив гімназію у Стрию, а 1907 року — Львівський університет. Надалі учителював у гімназіях і музичних школах Львова і Перемишля.
1914 року — член ювілейного Шевченківського комітету у Львові.
Диригент хору і довголітній директор Музичного інституту імені Миколи Лисенка у Стрию, хору «Боян» у Львові (1910—1914) і Перемишлі (1921—1924).
У 1924—1940 роках — учитель і директор музичної школи в Стрию. У 1940—1941 роках — перший директор Української державної гімназії в Ярославі, де водночас викладав історію України у 2-х і 3-х класах.
Від 16 червня 1941 року до осені 1941 року був мобілізований до німецької армії як перекладач. 1 вересня 1941 року повернувся до Дистрикту Галичина.
З 1944 року — в еміграції. З 1949 року мешкав у США.

## Творчий доробок
- музична картина «Над Дніпром» (Олександра Олеся);
- музика до п'єси «Казка старого млина» (Спиридона Черкасенка);
- 2 оперети: «Дівча з лілеєю» і «Ганджа Андибер»;
- фортепіанне тріо;
- струнний квартет;
- хори (зокрема хорові твори «Тополя», «Реве та стогне…» на слова Тараса Шевченка);
- солоспіви.

Збирав український фольклор, зокрема весільні пісні.